# Leopold von Sacher-Masoch
Leopold Ritter von Sacher-Masoch (Lviv, 27 de janeiro de 1836 — Düsseldorf, 9 de março de 1895) foi um nobre, escritor e jornalista austríaco, que ganhou renome com suas histórias românticas da vida na Galícia, e em especial A Vênus das Peles, seu livro mais conhecido.  
O termo masoquismo é derivado do seu nome, inventado por seu contemporâneo, o psiquiatra austríaco  Richard von Krafft-Ebing. Masoch não consentiu ou aprovou este uso do seu nome.
Durante sua vida, Sacher-Masoch foi conhecido como um homem de letras, em particular um pensador utópico que abraçou os ideais socialista e humanista em sua obra de ficção e não-ficção. Alguns de seus textos foram traduzidos para português por Koseritz.

## Biografia

### Primeiros anos
Von Sacher-Masoch nasceu na cidade de Lemberg (atualmente Leópolis, Ucrânia), a capital do Reino da Galícia e Lodoméria, na época uma província do Império Austríaco, em uma família católica romana, filho de um funcionário público austríaco, Leopold Johann Nepomuk Ritter von Sacher, e de Charlotte von Masoch, uma nobre ucraniana. O pai mais tarde combinou seu sobrenome com o de sua esposa, 'von Masoch', à pedido da família dela (ela era a última representante da família). Von Sacher serviu como Comissário das Forças Policiais Imperiais em Lemberg, e recebeu reconhecimento na forma de um novo título de nobreza como Sacher-Masoch, concedido pelo Imperador Austríaco.

### Contador de histórias galiciano
Leopold estudou direito, história e matemática na Universidade de Graz, e depois da graduação retornou para Lembert, onde se tornou professor. Suas primeiras publicações de não-ficção tratavam da história da Áustria, em grande parte. Ao mesmo tempo, Masoch voltou-se ao estudo da cultura e folclore da Galícia. Em pouco tempo ele abandonou as aulas e tornou-se um intelectual. Em uma década, suas histórias curtas e novelas ganharam mais destaque que seus trabalhos de não ficção, apesar dos temas históricos continuarem a preencher sua ficção.
As ideias pan-eslavistas eram prevalentes na obra literária de Masoch, e ele tinha particular interesse em descrever tipos pitorescos dentre as diversas etnias que habitavam a Galícia. Entre os anos 1860 e 1880 ele publicou vários volumes de Histórias Curtas Judaicas, Histórias Curtas Polacas, Histórias Curtas Galicianas, Histórias Curtas Alemãs e Histórias da Corte Russa. Seus trabalhos foram traduzidos e publicados em ucraniano, polaco, russo e francês.

### O Legado de Caim
Em 1869, Sacher-Masoch concebeu uma série grandiosa de estórias curtas com o título coletivo de O Legado de Caim, que consolidaria a estética e a visão do mundo do autor. O ciclo foi aberto com o manifesto O Andarilho, abordando temas misóginos que se tornaram peculiares aos escritos de Masoch. Dos seis volumes planejados, somente os dois primeiros foram completados antes que abandonasse o projeto no meio dos anos 1880. Apesar disso, os volumes publicados incluem as histórias mais populares de Masoch, sendo A Vênus das Peles (1869) a que se tornou mais famosa. Nesta novela Sacher-Masoch expressou suas fantasias e fetiches (especialmente por mulheres dominantes vestindo roupas de peles). Ele fez o possível para viver suas fantasias com suas amantes e esposas.

### Filosemitismo
Sacher-Masoch editou a revista literária mensal Auf der Höhe, Internationale Review (No Auge, Publicação Internacional, em tradução livre), publicada em Leipzig, de outubro de 1881 a setembro de 1885. Esta era uma revista progressiva, que tinha por objetivo a tolerância e integração dos judeus na Saxônia, bem como a emancipação das mulheres, com artigos sobre a educação feminina e o voto feminino.
Nos anos finais, ele trabalhou contra o antisemitismo local através de uma associação para educação de adultos chamada Oberhessischer Verein für Volksbildung (OVV), fundada em 1893 com sua segunda esposa, Hulda Meister, que também foi sua assistente durante algum tempo.

### Vida particular
Em 9 de dezembro de 1869, Sacher-Masoch e sua amante, a Baronesa Fanny Pistor, assinaram um contrato que o tornava escravo dela pelo período de seis meses, especificando que a baronesa vestisse peles com frequência, especialmente quando  estivesse se sentindo cruel. Sacher-Masoch adotou o apelido de "Gregor", um nome estereótipo para serventes masculinos, e disfarçou-se de servidor da baronesa. Os dois viajaram de trem para a Itália. Como em Vênus das Peles, ele viajou em um vagão de terceira classe, enquanto ela ocupava um assento na primeira, até Veneza (Florença, na novela), onde os dois não eram conhecidos e não despertariam suspeitas.
Mais tarde, Sacher-Masoch pressionou sua primeira esposa, Aurora von Rümelin, com quem ele se casara em 1873, a viver as experiências do livro, contra as preferências dela. Sacher-Masoch acabou achando sua vida familiar pouco excitante e terminou por divorciar-se de Aurora, casando com uma assistente.

### Últimos anos
Em 1875, Masoch escreveu Os Ideais de Nosso Tempo, uma tentativa de fazer um retrato da sociedade alemã durante o período Gründerzeit.
No fim de seus cinquenta anos, sua saúde mental começou a deteriorar-se a ponto de passar os últimos anos de sua vida sob cuidados psiquiátricos. De acordo com os relatórios oficiais, ele faleceu em Lindheim, Aldenstadt, Hesse, em 1895. Há também afirmações de que ele morreu em um asilo em Mannheim, em 1905.
Sacher-Masoch é o tio-bisavô da cantora e atriz britânica Marianne Faithfull pelo lado da mãe dela, a baronesa vienense Eva Erisso.

## Masoquismo
O termo masoquismo foi criado em 1886 pelo psiquiatra austríaco Richard Freiherr von Krafft-Ebing (1840-1902) em seu livro Psychopathia sexualis:
"...acredito ser justificado chamar esta anomalia de "masoquismo", por que o autor Sacher-Masoch frequentemente fez desta perversão, que até então era praticamente desconhecida ao mundo científico como tal, o substrato de seus escritos. Neste sentido, segui a formação de termos científicos como "Daltonismo", de Dalton, o descobridor da visão daltônica.
Mais recentemente, comprovou-se que Sacher-Masoch não era apenas o poeta do masoquismo, mas que ele mesmo sofria desta anomalia. Apesar destas provas terem sido comunicadas a mim sem restrição, vou abster-me de publicá-las. Refuto a acusação feita por alguns admiradores do autor e por alguns críticos do meu livro de que eu tenha "associado o nome de um autor respeitado a uma perversão do instinto sexual". Como homem, Sacher-Masoch não perde nada na estima de seus contemporâneos ilustrados simplesmente por ser afligido com uma anomalia de seus sentimentos sexuais. Como um autor, ele sofreu um ferimento sério até onde a influência e mérito intrínseco de seu trabalho concerne, pois sempre que eliminou esta perversão de seus esforços literários ele se revelou um escritor talentoso, e como tal atingiu grandeza tão real quanto se tivesse agido com sentimentos sexuais normais. Neste respeito, ele é um exemplo notável da influência poderosa exercida pela vita sexualis no sentido de bem e mal sobre a formação e direção da mente humana."
Sacher-Masoch não gostou das afirmações de Krafft-Ebing. De qualquer forma, detalhes da vida privada de Masoch permaneceram obscuros até a publicação das memórias de Aurora von Rümelin, Meine Lebensbeichte (Confissões de Minha Vida, 1906), sob o pseudônimo Wanda v. Dunajew. No ano seguinte, uma tradução francesa, Confession de Ma Vie (1907) por "Wanda von Sacher-Masoch" foi impresso em Paris por Mercure de France. Uma tradução em inglês da edição francesa foi publicada como The Confessions of Wanda von Sacher-Masoch (1991) por RE/Search Publications.

## Obras selecionadas
- 1858 A Galician Story 1846
- 1865 Kaunitz
- 1866 Don Juan of Kolomiya
- 1867 The Last King of Hungary
- 1870 The Divorcee
- 1870 Legacy of Cain. Vol. 1: Love
- 1872 Faux Ermine
- 1873 Female Sultan
- 1873 The Messalinas of Vienna
- 1873–74 Russian Court Stories: 4 Vols.
- 1873–77 Viennese Court Stories: 2 Vols.
- 1874/76 'Liebesgeschichten aus verschiedenen Jahrhunderten' (Love Stories from Several Centuries), 3 volumes, inclui 'Die Bluthochzeit zu Kiew' (Bloody Wedding in Kyiv), Ariella
- 1875 The Ideals of Our Time
- 1875 Galician Stories
- 1877 The Man Without Prejudice
- 1877 Legacy of Cain. Vol. 2: Property
- 1878 The New Hiob
- 1878 Jewish Stories
- 1878 The Republic of Women's Enemies
- 1879 Silhouettes
- 1881 New Jewish Stories
- 1883 'Die Gottesmutter' (The Mother of God)
- 1886 Eternal Youth
- 1886 Stories from Polish Ghetto
- 1886 Little Mysteries of World History
- 1886 Bloody Wedding in Kyiv''
- 1887 Polish Stories
- 1890 The Serpent in Paradise
- 1891 The Lonesome
- 1894 Love Stories
- 1898 Entre nous
- 1900 Catherina II
- 1901 Afrikas Semiramis
- 1907 Fierce Women